# St. Andreas (Velpke)

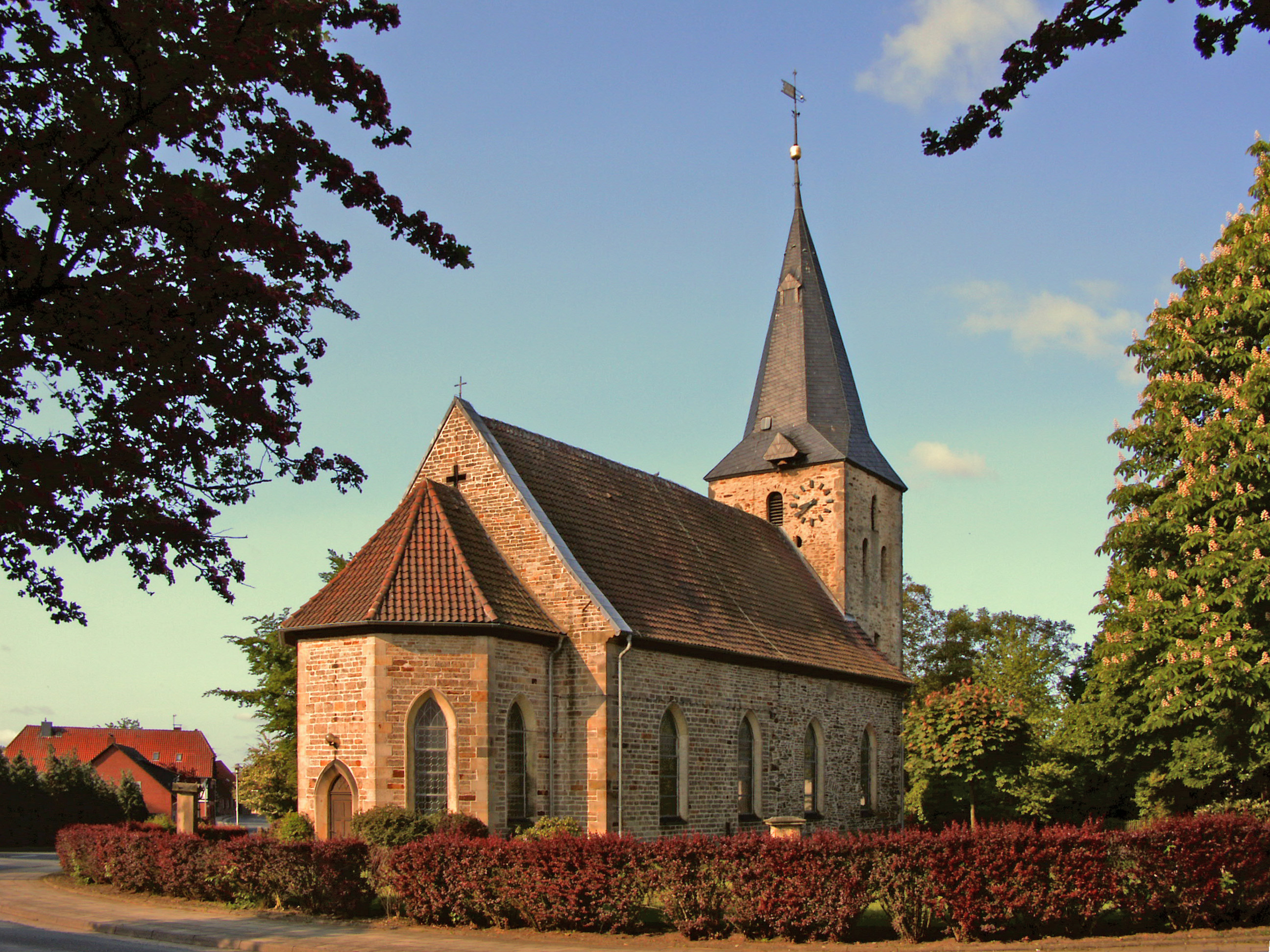
St. Andreas

Die evangelisch-lutherische denkmalgeschützte Kirche St. Andreas steht am Marktplatz von Velpke, einer Gemeinde im Landkreis Helmstedt in Niedersachsen. Die Kirchengemeinde gehört zur Propstei Vorsfelde der Evangelisch-lutherischen Landeskirche in Braunschweig.

## Beschreibung
Die im Kern romanische Saalkirche besteht aus dem quadratischen Kirchturm aus Bruchsteinen im Westen, einem Langhaus mit zwei Jochen aus Bruchsteinen und zwei weiteren Jochen aus lagig versetztem Natursteinmauerwerk. Der ebenfalls in diesem Material errichtete eingezogene Chor, der auch die Sakristei beherbergt, hat einen dreiseitigen Abschluss. Der Innenraum ist mit einem Kreuzrippengewölbe überspannt, das auf Konsolen am Ende von Strebepfeilern beginnt. Der Kirchturm, in dem eine 1393 gegossene Kirchenglocke hängt, ist mit einem achtseitigen, spitzen, schiefergedeckten Helm bedeckt. Auf dem Langhaus sitzt ein Satteldach.
Zur Kirchenausstattung gehört ein neugotischer Kanzelaltar, der vor einer Wand steht.